# Acraea aurata
Acraea aurata är en fjärilsart som beskrevs av Felix Bryk 1931. Acraea aurata ingår i släktet Acraea och familjen praktfjärilar. Inga underarter finns listade i Catalogue of Life.